# Bländare

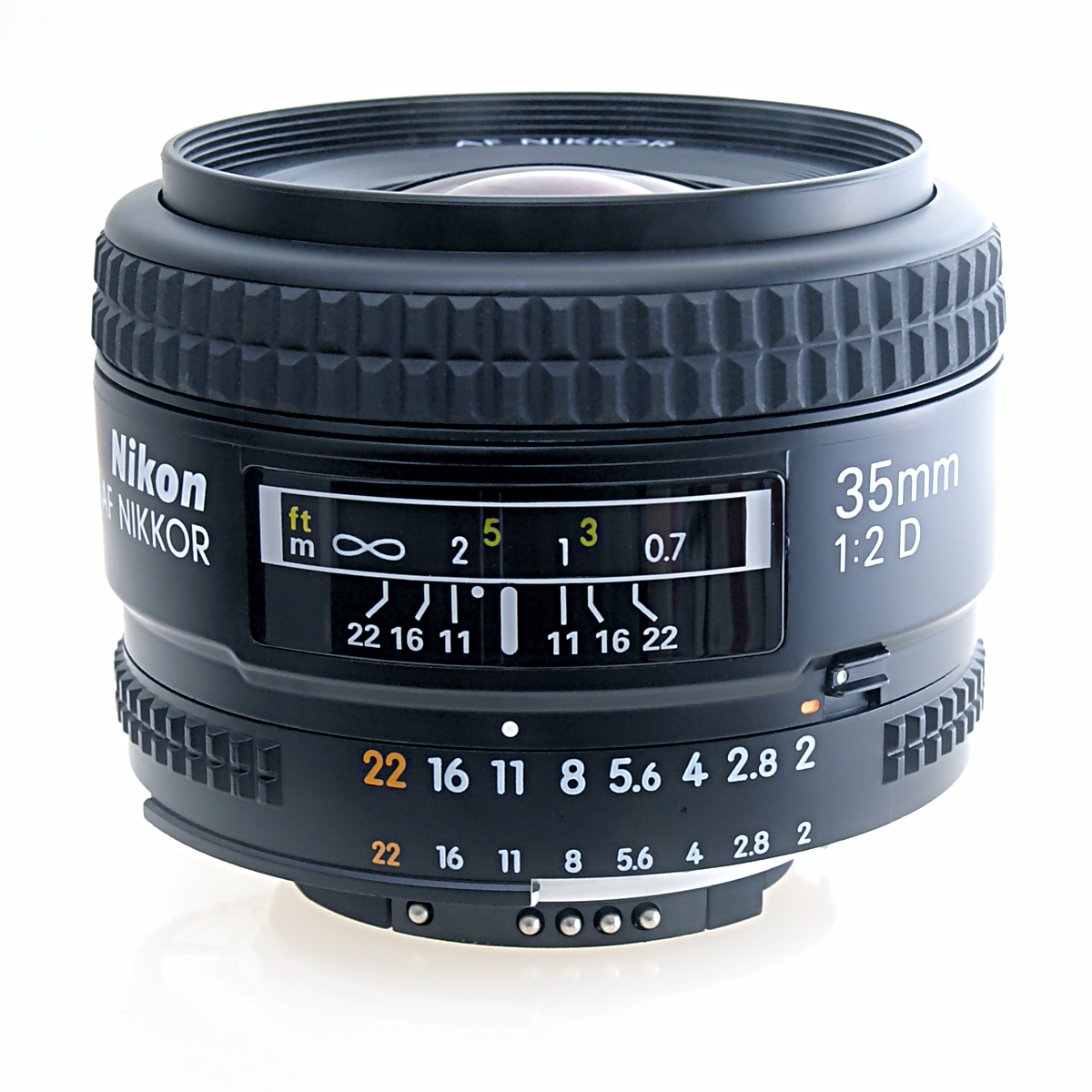
Bländarvärde markerat med en vit prick, här vid bländare 11.

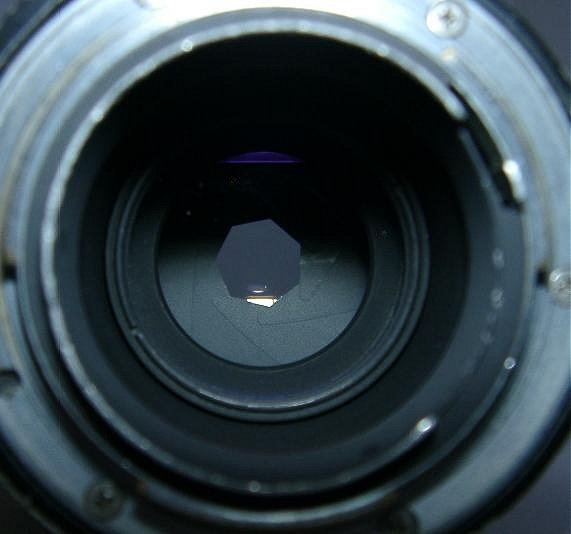
Bländaren i objektivet.

Olika bländarvärden.

Bländaren i en kamera är en anordning som reglerar mängden ljus som släpps in i kamerahuset. Det finns olika typer av bländare men irisbländare är den vanligaste. Bländaren och slutartiden samarbetar för att exponera filmen, digitala kamerasensorn, eller annat ljuskänsligt föremål med rätt mängd ljus. 

## Bländartal
Objektivets ljusstyrka brukar anges som förhållandet mellan brännvidden och aktuell bländaröppning. Brännvidden anges då inte i millimeter utan som f/, och i stället för att skriva till exempel (90 mm/32 mm) skriver man f/2,8 eller helt enkelt 2,8. Då säger man att bländaren är 2,8. Snedstrecket i angivelsen betyder alltså en division. Om man dividerar objektivets brännvidd med bländartalet får man som resultat diametern i millimeter på den bländaröppning som ljuset ska passera innan det träffar filmen. (Exempel: f/16 innebär att om bländaren är inställd på bländare 16 och objektivet har brännvidden 80 mm så är bländaröppningen 5 mm i diameter (80 mm/16). "Ju lägre bländartal, desto ljusstarkare objektiv". 
En stor bländare (stor bländaröppning) innebär alltså ett lågt bländartal och tvärtom. "Ju högre bländartal, desto mindre bländaröppning".
Moderna objektiv är graderade med bländartal som utgår från värdet 1 och använder sig av faktorn √2, det vill säga att varje helt steg på bländaren ökar eller minskar med faktorn √2 (1·√2 = 1,4, 1,4·√2 = 2, 2·√2 = 2,8 och så vidare). För varje helt steg på bländarskalan halveras eller fördubblas ljusinsläppet genom objektivet (bländaröppningen halveras respektive dubbleras), vilket innebär att slutartiden måste fördubblas eller halveras för att ge samma exponering.
Detta ger följande standardvärden för bländartalen: f/1, f/1,4, f/2, f/2,8, f/4, f/5,6, f/8, f/11, f/16, f/22, f/32, osv. Extrema objektivs högsta bländarvärde följer inte alltid denna matematiska serie. Det ger dock endast bekymmer, om man mäter ljuset med en extern handhållen exponeringsmätare. 
På zoomobjektiv kan angivelsen vara ett intervall, till exempel f/4–5,6 vilket innebär att den största bländaröppningen är f/4 då kortaste brännvidden används, men f/5,6 vid den längsta brännvidden. Ljusstarka fasta objektiv brukar gå ner till f/1,8 eller f/1,4 medan zoomobjektiv räknas som ljusstarka när de har en konstant bländaröppning på f/2,8. Ett ljusstarkt objektiv blir större i konstruktionen och också dyrare. Att göra ett ljusstarkt teleobjektiv är betydligt dyrare och mera avancerat än att göra ett ljusstarkt normalobjektiv (50 mm för film- eller sensorformat 24 x 36 mm). Som exempel kostar ett 50 mm f/1,8 ungefär en tusenlapp, medan ett 200 mm f/1,8 kostar runt 30 000 kr. Moderna digitalkameror i fickformat konstrueras ofta med ljusstyrkan 2,8 vilket gör att kameran inte blir så stor. 
Ljusstarka teleobjektiv är vanligt förekommande inom exempelvis sport-, natur- och modefotografering. Ett ljusstarkt objektiv innebär en ljusare sökarbild i spegelreflexkameror, men framför allt kan man välja kortare slutartider och därmed ökar också möjligheten att fånga ett ögonblick inom exempelvis sportsammanhang utan att behöva använda blixt. Ett ljusstarkt objektiv ger även ett kortare skärpedjup, bättre avståndsinställning och man kan också få förgrund och bakgrund att bli suddiga vilket hjälper till att framhäva motivet vid till exempel mode- och porträttfotografering.

### Äldre beteckningar
Tidigare kunde ett objektiv ha beteckning av typ ƒ:5,6/3,5 cm. Här står kolon för division och snedstreck användes för att separera bländarvärdet från objektivets brännvidd, vilken förr angavs i centimeter. Även här angavs objektivets maximala bländarvärde i objektivbeteckningen.

## Skärpedjup

Bilden visar hur skärpedjupet ändrar sig vid olika bländare, bländartalet visas nere till vänster.

Bländaren fungerar inte enbart som ett reglage för hur mycket ljus som släpps igenom. Ju mindre bländaröppning, desto större skärpedjup får man också. Med skärpedjup menas inom hur stort avståndsintervall som motiv blir skarpa på fotografiet. Ofta finns det en skärpedjupsskala på objektivet (se första bilden ovan) som gör det lätt att bedöma inom vilka avståndsgränser motiven blir skarpa. Skärpedjupet blir kortare ju närmare objektivets närgräns man kommer. Närgränsen är det kortaste avstånd som objektivet kan fokusera. I mer extrema makrolägen kan skärpedjupet vara så kort som delar av en millimeter. 
En annan sak som påverkar skärpedjupet är typen av objektiv. Teleobjektiv har ett kortare visuellt skärpedjup och vidvinkelobjektiv ett betydligt längre. För att göra det möjligt att välja ett högt bländartal krävs en fotoblixt, stativ, kraftigt solljus eller hög ljuskänslighet. Dagens bildstabiliseringsobjektiv gör att man inte behöver lika snabb slutartid för samma bländare. Tumregeln är att har man ett 200 mm objektiv bör man inte använda slutartider längre än 1/200 s för att få en skarp bild, men med dagens bildstabilisering kan man gå upp till 1/50 s, och i vissa fall även längre.

## Kontrast
Valet av bländare påverkar också bildens kontrast. Med största bländaröppning blir bilden inte särskilt skarp. Detaljer saknar skärpa och bilden upplevs som diffus. Orsaken är att vid den största bländaröppningen går ljuset in genom en stor del av optikens yta. Ofullständigheter i objektivkonstruktionen, inre reflektioner med mera gör att bilden blir mjuktecknad. Inte heller med minsta bländaröppningen blir detaljer i bilden skarpt återgivna. Även om skärpedjupet är det maximala, är bildens kvalitet inte så bra som objektivet kan prestera på andra bländaröppningar. Vid små bländaröppningar används visserligen bara centrala strålar i objektivet och objektivfelen minimeras därvid, men samtidigt ökar överstrålningen och detaljer återges inte klart.

## Ställa in bländaren
I kamerans auto-läge ställer kameran själv in bländaren och övriga inställningar. För att du ska kunna ställa in bländaren bör du välja läge A (Nikon och Sony) eller AV (Canon och Pentax), som står för bländarprioritet – eller M, som är helt manuellt – där du ställer in alla inställningar.

## Bildkomposition
En del i valet av bländare är i själva bildkompositionen, och då i själva tanken bakom vad det färdiga fotografiet skall föreställa. Om vi tar exemplet med en folksamling och att det är en person som skall framhävas. I det sammanhanget så skall en så stor bländaröppning (lågt bländartal) som möjligt användas för att sätta alla andra människor i oskärpa och på det viset fokusera på personen ifråga. Det samma gäller vid modefotografering, där modellen alltid är i fokus. Valet faller ofta på ett teleobjektiv som är ljusstarkt – dels för att slippa använda blixt, dels för att minska skärpedjupet så mycket som möjligt. Nackdelen är att fotografen måste befinna sig längre från modellen, vilket gör att kommunikationen försvåras. 

## Extrem ljusstyrka

Tre olika bländarstorlekar.

Det går med speciella objektivkonstruktioner och glaskvaliteter att konstruera objektiv som har bländartal under 1,0. Det allra ljuskänsligaste på den allmänna marknaden som har byggts är Kowa 62 mm f/0,75 och Rodenstock 42 mm f/0,75.
Det slås av Zeiss 50 mm f/0,7 från 1960-talet utvecklad för NASAs räkning. Den användes även av Stanley Kubrick för filmen Barry Lyndon.
Det mest kända av dessa extrema objektiv är nog Leica Noctilux f/1,0 från 1976. Objektivet har numera tagits ur produktion och ersatts med en nyare version med f/0,95 som största bländare. 
Den här typen av objektiv har mycket kort skärpedjup vid största bländare.